# 刘家望
刘家望（1947年1月—），湖南汉寿人。1975年加入中国共产党。常德医学专科学校（现已撤销）医疗系毕业。历任中共桑植县委常委、组织部部长、副书记、县人大常委会主任，张家界永定区委书记，省马王堆疗养院副院长、院长等职。2001年8月任湖南省卫生厅副厅长，2003年3月任厅长。